# Natalia Gașițoi
Natalia Gașițoi (n. 18 martie 1975, Bălți, RSS Moldovenească, URSS) este doctor în matematică, conferențiar universitar, rector al Universității de Stat „Alecu Russo” din Bălți.

## Biografie
Activitatea profesională a Nataliei Gașițoi se desfășoară în principal la Catedra de matematică a Universității de Stat „Alecu Russo” (din 2013 Catedra de matematică și informatică). Astfel, conform CV-ului său, ea a lucrat acolo ca asistent universitar (1997-2001), lector universitar (2001-2003), șef catedră (2003-2011, 2012-2013), lector superior (2003-2014), conferențiar universitar (2014-2018), șef al Departamentului de management al calității (2014-2016) și prim-prorector pentru activitatea didactică (2015-2018).
Gașițoi a fost aleasă în funcția de rector al USARB în primăvara anului 2018. Este prima femeie din Republica Moldova care a ajuns în funcția de rector al oricărei universități.